# Отворено првенство Прага у тенису 2009.
Тринаести тениски ВТА турнир Отворено првенство Прага у тенису 2009. под именом „ECM Prague Open “ одржан је у Прагу Чешка Република у времену од 13. јула - 4. јула 2009. године. Ово је први пут да је турнир због реорганизације тениских такмичења и новог рангирања ВТА турнира, турнир уместо дотадашње IV категорије (која је укинута), постаје Међународни са наградним фондом од 220.000 долара. Игра се на отвореним теренима Првог тениског клуба у Прагу са земљаном подлогом и учешћем 32 такмичарке из 17 земаља и 16 парова са тенисеркама из 15 земаља.

## Победнице

### Појединачно
Сибила Бамер  Аустрија — Франческа Скјавоне  Италија 7-6(4), 6-2
- Ово је за Сибилу Бамер прва титула ове године, укупно друга у каријери.

### Парови
Аљона Бондаренко  Украјина, Катарина Бондаренко  Украјина — Ивета Бенешова  Чешка, Барбора Захвалова  Чешка 6-1, 6-2
- За Аљону Бондаренко ово је била четврта ВТА титула у игри парова а Катарину Бондаренко трећа у каријери.